# Silberhorn (Alpy Berneńskie)
Silberhorn – szczyt w Alpach Berneńskich, części Alp Zachodnich. Leży w Szwajcarii w kantonie Berno. Należy do głównego łańcucha Alp Berneńskich. Można go zdobyć ze schroniska Rottalhütte (2755 m) lub Silberhornhütte (2663 m)
Pierwszego odnotowanego wejścia dokonał James John Hornby, Thomas Henry Philpot, Johann Bischof, Christian Lauener, Christian i Ulrich Almer w 1865 r.